# 共同体主義
共同体主義（きょうどうたいしゅぎ、英: communitarianism）とは、20世紀後半のアメリカを中心に発展してきた共同体（コミュニティ）の価値、良さを重んじる政治思想。コミュニタリアニズムとの表記も一般的である。

## 概要
ジョン・ロールズらが提唱する自由主義（リベラリズム）に対抗する社会学と徳倫理に大きな影響を受けた思想の一つであり、自由主義が徳倫理的な良さよりも公平性という正しさを優先させるのに対して、共同体主義は徳倫理的な良さを公平性という正しさに優先させる。ここで言う徳倫理的良さとは共同体の価値である。
共同体の価値を重んじるとはいっても、個人を共同体に隷属させ共同体のために個人の自由や権利を犠牲にしても全く構わないというような全体主義・国家主義の主張ではなく、具体的な理想政体のレベルでは自由民主主義の枠をはみ出るラディカルなものを奨励することはない。むしろ、共同体主義が自由主義に批判的であるのは、より根源的な存在論レベルにおいてであり、政策レベルでは自由民主制に留まりつつも自由主義とは異なる側面（つまり共同体）の重要性を尊重するものを提唱する。
イギリスの社会学者ジェラード・デランティの分類によれば、共同体主義には、自由主義的共同体主義（リベラル・コミュニタリアニズム）、ラディカル多元主義、公民的共和主義、統治的共同体主義（ガヴァメンタル・コミュニタリアニズム）の4つの潮流があるという。

## 理念
論者により差はあるがリベラリズムが依拠する「自由で自立した市民」という近代的な主体の観念に哲学的な批判を加え、アイデンティティーの形成において「歴史性」を中心に据える姿勢は共同体主義の主要な論者に共通する。
これは自己のアイデンティティーを構成する契機として、特定の家族、コミュニティー、国家、民族に対して愛着を持ち、その成員として帰属意識を持つということを第一に置くということだが、その際に自己は何よりもそうした集団の歴史の担い手として規定されることになる。
この歴史は、我々が自らの選択によって選び取ったものではものではないという意味であくまで偶然的なものである。多くの共同体主義者は個人に一定の役割を与えることでその生に意味と目的を与えるという意味で、偶然的な社会の「伝統」や「共通善」の機能を強調する。
我々が従うべき規範をこうして歴史的なもの、地域的なもの、偶然的なものに委ねる議論は、哲学的には正当化しがたいものに思われる。しかし、そもそも共同体主義は道徳的判断を普遍的な原則によって基礎づけようとする試み自体に批判を向けていたという点に改めて注意が向けられねばならない。その際に共同体主義者が共通して訴えかけるのは、人間は単に伝統や共通善を受け入れるだけの受動的な存在なのではなく、自らのアイデンティティーを構成する歴史性を解釈によって捉え直し、そこに見出される共同体的な善を自らの生の目的として自覚的に引き受ける「自己解釈する存在」であり、「歴史の主体」「誕生から死までを貫くある物語の主体」なのであるということである。

## 共同体主義者に分類される主要な論者
- チャールズ・マーグレイヴ・テイラー
- マイケル・サンデル
- マイケル・ウォルツァー
- アラスデア・マッキンタイア
- ウィル・キムリッカ
- アミタイ・エツィオーニ
- 宮台真司
- 藤原保信
- 宮崎哲弥
- 菊池理夫
- 小林正弥
- 青木孝平